# 겐 (배우)
겐(源, 1976년 10월 21일 ~ )은 일본의 배우이다.

## 출연작

### 드라마
- 2006년《마법전사 유캔도》 류간오 / 후도 쥬시로 역

### 영화
- 2007년 《스키야키 웨스턴 장고》